# 1592 w polityce

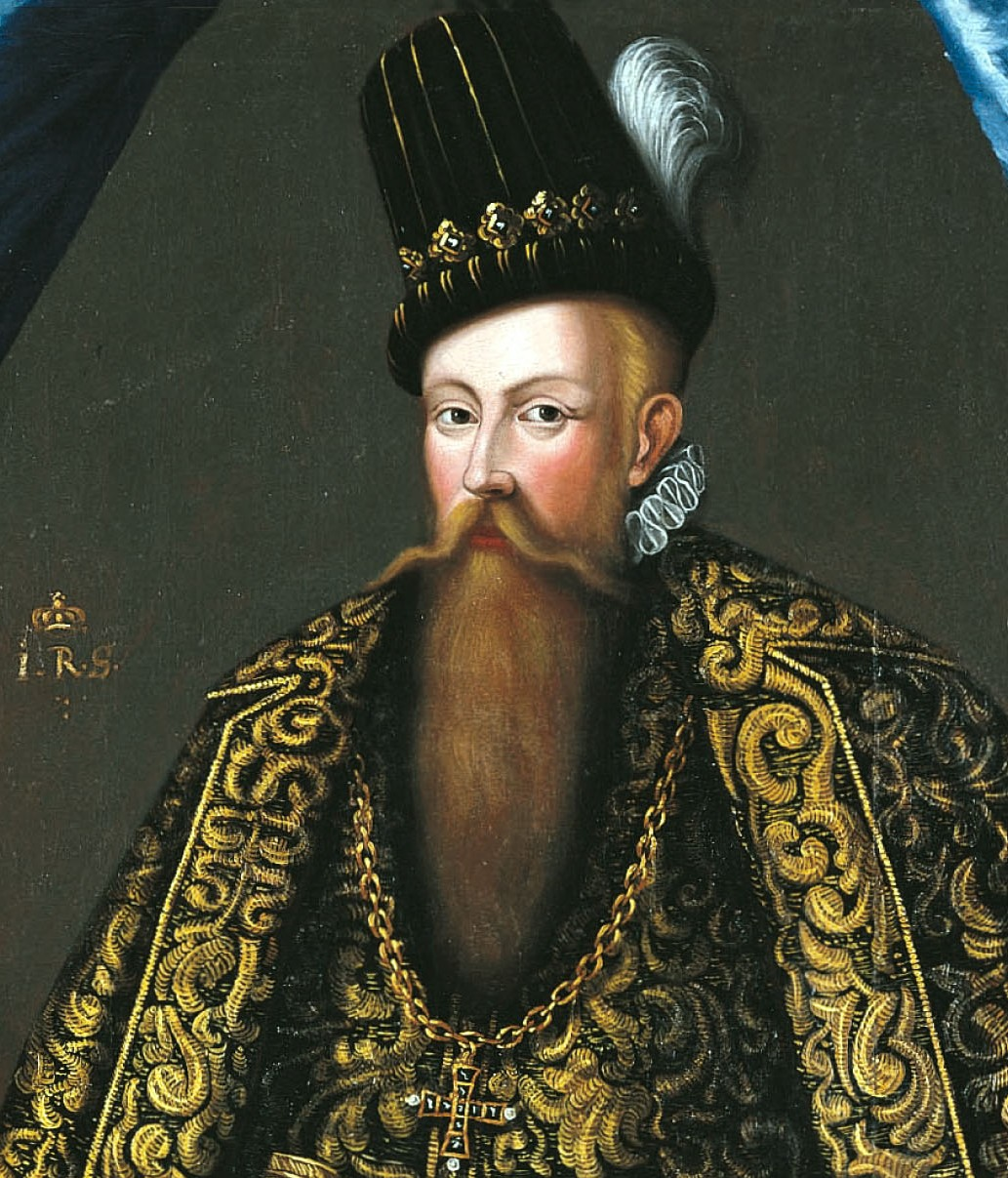
Jan III Waza

Wydarzenia polityczne w 1592 roku.

## Zmarli
- 27 listopada Jan III Waza, król Szwecji, ojciec Zygmunta III[1].